# 陳維裕
陳維裕（1422年—？），字饒初，福建福州府長樂縣人，明朝政治人物。同進士出身。

## 生平
福建鄉試第十七名。天順四年（1460年）庚辰科會試第八十七名，殿試登進士第三甲第八十七名。天順七年十二月（1464年）以理刑半年考稱，擢監察御史。

## 家族
曾祖父陳仲進，曾任江山縣知縣。祖父陳航。父亲陳力行。